# Palette de Cassin
Prioniturus flavicans
Espèce
Statut de conservation UICN

 NT  : Quasi menacé
Statut CITES
La Palette de Cassin (Prioniturus flavicans) est une espèce d'oiseaux de la famille des Psittacidae endémique de Sulawesi (ou Célèbes en français), une île indonésienne. D'après Alan P. Peterson, c'est une espèce monotypique.